# Chauffour-lès-Bailly

Chauffour-lès-Bailly este o comună în departamentul Aube din nord-estul Franței. În 1 ianuarie 2022 avea o populație de 135 de locuitori.